# Quinson
Quinson ist eine Gemeinde in Südfrankreich mit 388 Einwohnern (Stand 1. Januar 2022). Sie gehört zur Region Provence-Alpes-Côte d’Azur, zum Département Alpes-de-Haute-Provence, zum Arrondissement Forcalquier und zum Kanton Valensole. Die Bewohner nennen sich Quinsonnais.

## Geographie
Quinson ist die südlichste Gemeinde des Départements Alpes-de-Haute-Provence. Die angrenzenden Gemeinden sind Esparron-de-Verdon im Norden, Saint-Laurent-du-Verdon und Régusse im Osten, Montmeyan im Südosten, La Verdière im Südwesten und Saint-Julien im Westen.

## Bevölkerungsentwicklung
| Jahr      | 1962 | 1968 | 1975 | 1982 | 1990 | 1999 | 2008 | 2014 |
| --------- | ---- | ---- | ---- | ---- | ---- | ---- | ---- | ---- |
| Einwohner | 218  | 225  | 251  | 232  | 274  | 350  | 440  | 443  |

## Sehenswürdigkeiten
- Abri Donner, Monument historique
- Grotte de la Baume Bonne, Monument historique
- Musée de Préhistoire des gorges du Verdon mit Prähistorischem Dorf von Quinson

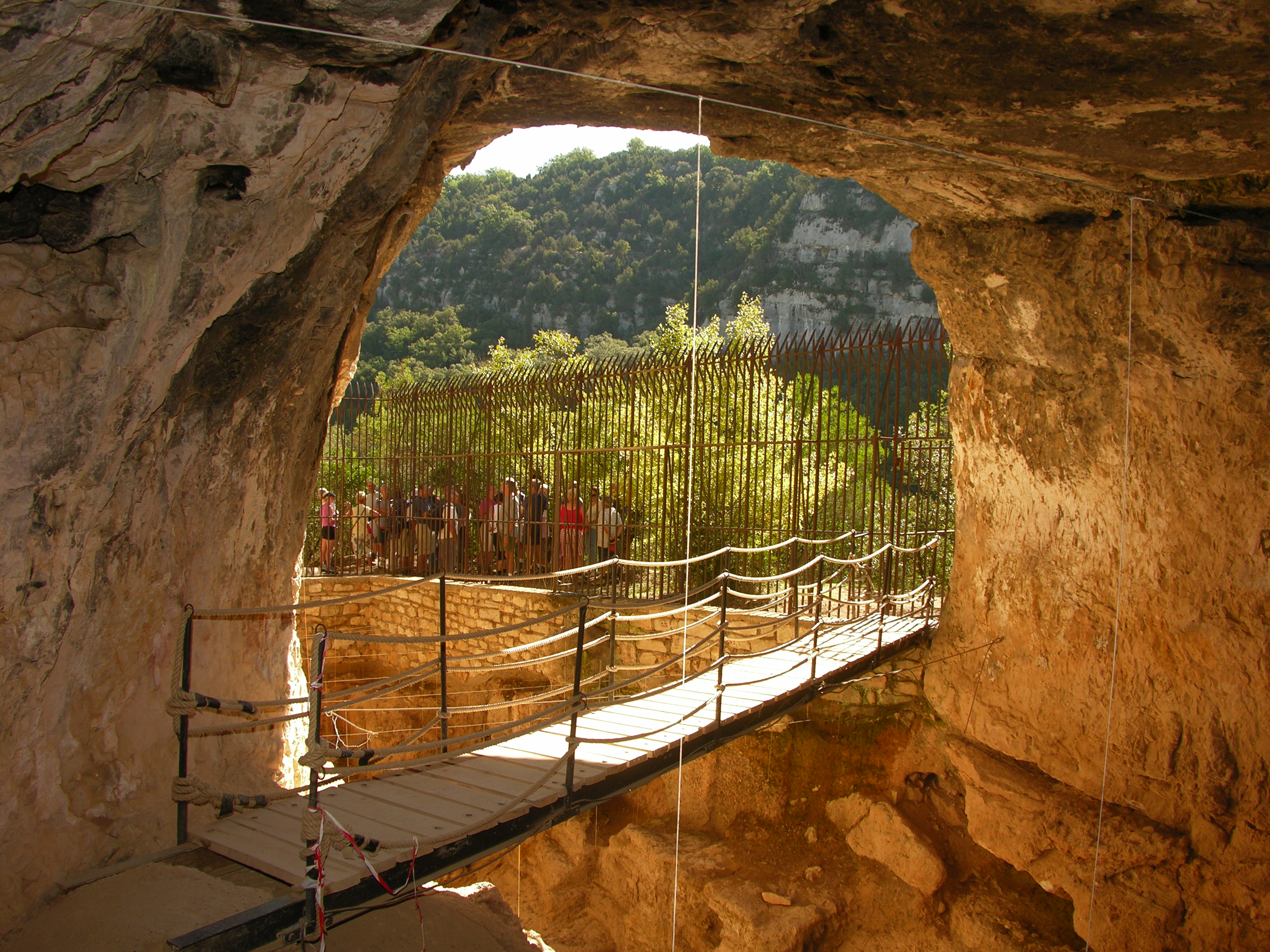
Grotte de la Baume Bonne
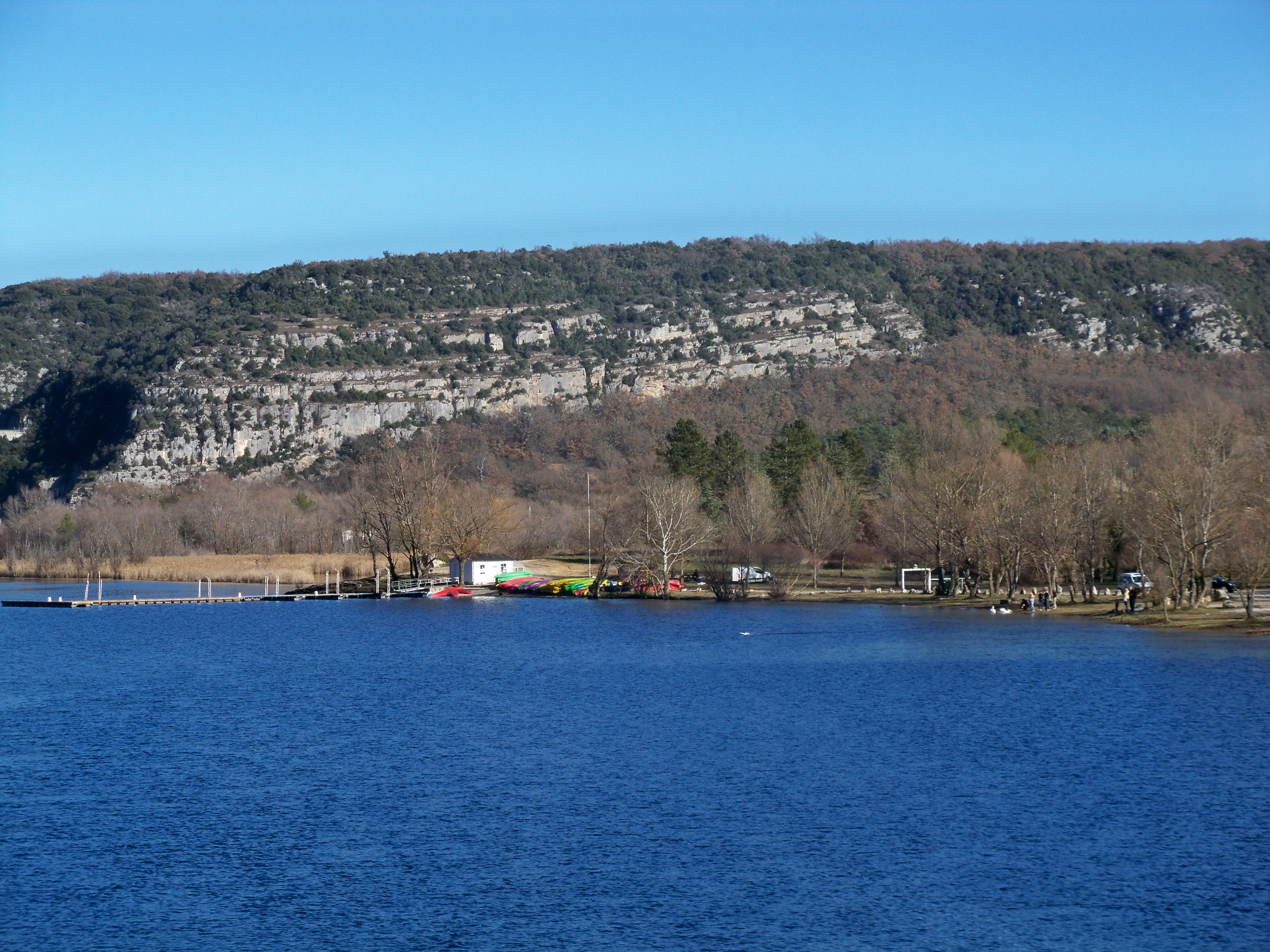
Lac de Quinson
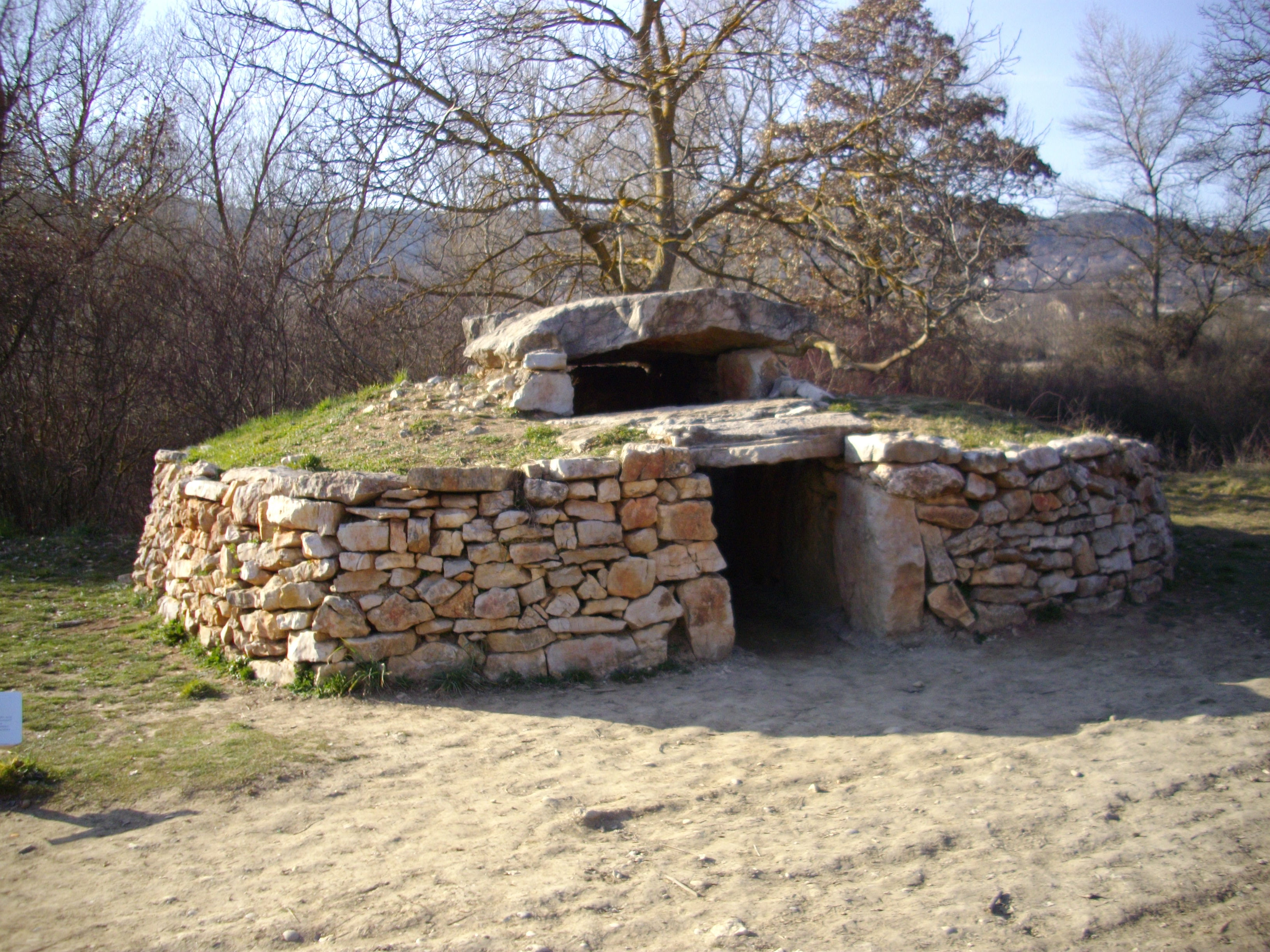
Dolmenrekonstruktion in Quinson